# すわき後楽中華そば
すわき後楽中華そば（すわきこうらくちゅうかそば）は、岡山県域に展開されている岡山ラーメンのチェーン店。現在の運営は株式会社ファインフードネットワーク。店名は略称の「すわき」で呼ばれることが多い。

## 概要
1964年に岡山市の表町商店街にあったすわき家具店の地下で開業。（この場所は現在、天満屋リビング館になっている）家具店の社長夫人が副業として始めたとされる。その味が評判となり、市内や郊外に次々と支店を出すようになり、さらにはフランチャイズ方式を取り入れて一時は岡山県下でも知られるラーメンチェーンとなった。当時は千葉県、広島県、兵庫県にも展開していた。
しかし、店舗が増えすぎたこともあって、店舗間の味のばらつきが大きくなったこと、こってり系のラーメンが人気を得たことなどから徐々に人気が低下し閉店する店舗が増えるようになった。さらに本業である家具販売の業績不振も重なり、経営が伸び悩むようになってしまう。
1989年に、株式会社すわきがラーメン部門全体を株式会社ファインフードネットワークに譲渡することとなった。譲渡後は営業エリアを岡山県内に絞り、従来の味を残しつつ新しいメニューを追加するなど営業体制の見直しを行っている。現在の本部は岡山県岡山市中区桜橋3-2-18。
数ヶ月に一度、山陽新聞で日曜日に発行の子供向け新聞内の広告とLINE公式アカウント（掲載日は異なる）に指定商品の半額セールのお知らせを出す。半額セールは直営店全てとFC店舗の一部で行っている。半額セールの日は、半額セール対象の商品しか店舗では調理されず他の商品は調理休止する。半額セールの日は、下中野店など駐車場が狭い店舗の場合は、近隣の大型駐車場がある店舗にお願いして駐車場を使わせてもらえるようにしてある。

## 特徴

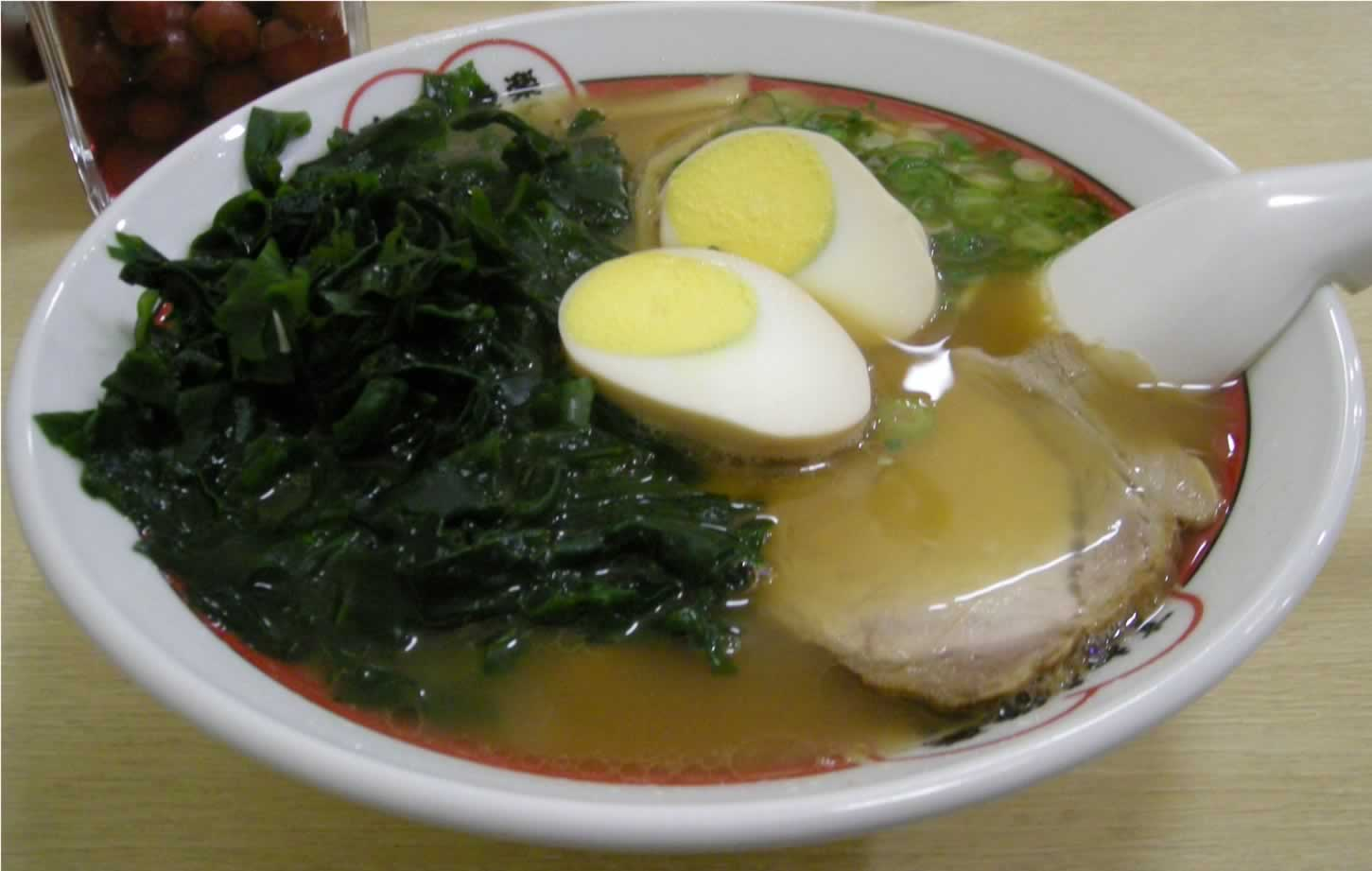
醤油ラーメン（わかめ・味付けたまごトッピング）
左上隅に見られるものが小梅。

とんこつをベースとし、あっさりとしていてコクのある醤油ラーメンは、40年以上の歴史を持ち、現在でも幅広い年齢層に支持されている。ラーメンの具はねぎとチャーシュー、メンマが基本だが、トッピングでさらに追加することもできる。また、各テーブルに小梅が食べられるよう置いてある。

## メニュー
太字は一部店舗のみ。また、下記に示した以外のメニューや、各種セットメニューを置いている店舗もある。
特に「株式会社すわき」時代から契約を続けている一部フランチャイズ店舗の中には、現在でも「株式会社すわき」旗下時代の旧メニューで営業を続けている店舗も存在する。なお、それに該当する店舗では既トッピングメニューでの提供となるため、トッピングメニューおよび替玉制が存在しない。
また店舗によっては、メニューを限定して半額セールを行ったり、店頭や折込チラシや新聞広告などで割引券を配布するなど、積極的に集客を行っているところもある。（配布されている割引券は直営店すべてと一部のフランチャイズ店舗専用しか発行されていない）

### ラーメン
- 醤油ラーメン
- スペシャル醤油ラーメン
- うまみ醤油ラーメン…通常の醤油ラーメンに豚の背油を加えている。
- ぴりごまラーメン
- みそラーメン
- 塩ラーメン
- 超激辛ぴりごまラーメン
- 味噌ぴりごまラーメン
- お子様セット

### サイドメニュー
- 梅げんこつおにぎり
- わかめげんこつおにぎり
- チャーハン
- チャーシューまぜご飯
- コロハンしゅうまい
- ぎょうざ
- 大盛り
- 替玉

### トッピング
- チャーシュー
- わかめ
- もやし
- メンマ
- スイートコーン
- 無塩バター
- 味付けたまご

過去には「天ぷら」（小えびのかき揚げ）も存在していた。

## 店舗
※詳細は公式サイトの店舗情報を参照
- 直営
  - 下中野店
  - 庭瀬店 - かつて旧2号線を挟んで向かい側に本部があった。
  - 中庄店
  - 藤田店
  - 吉備路店
  - 高梁店
- フランチャイズ
  - 吉備SA上り線フードコート（運営は岡山プラザホテル）
  - 邑久店
  - 町苅田店
- 不明
  - 岡山髙島屋店
- 閉店した店舗
  - 中庄店
  - 久米店
  - 今保店
  - ドレミ店
  - きびの郷ワンダーランド店[注 2]
  - FC一宮（西辛川）店[注 3]
  - イオン岡山店[注 4]
  - 岡山駅ピーチプラザ店
  - 倉敷西ビル店
  - 一宮（楢津）店[注 5]
  - 片上店
  - 西大寺店
  - 牛窓店
  - 山陽店